# Sessay
Sessay – wieś w Anglii, w hrabstwie North Yorkshire. Leży 28 km na północny zachód od miasta York i 306 km na północ od Londynu.